# Milán AC 1995/1996
Soupiska AC Milán v ročníku 1995/1996 uvádí přehled hráčů fotbalového mužstva pod tehdejším názvem Milán AC a statistické údaje o nich v sezóně 1995/1996.

## Soupiska a statistiky
| Post           | Jméno                 | Narozen      | Stát            | Liga z/g | Pohár z/g | Pohár UEFA z/g | - z/g | Celkem |
| -------------- | --------------------- | ------------ | --------------- | -------- | --------- | -------------- | ----- | ------ |
| Brankáři       |                       |              |                 |          |           |                |       |        |
| Brankář        | Sebastiano Rossi      | 20. 7. 1964  | Itálie          | 34/24    | 0/0       | 0/0            | -     | 34/24  |
| Brankář        | Mario Ielpo           | 8. 6. 1963   | Itálie          | 0/0      | 4/3       | 8/5            | -     | 12/8   |
| Obránci        |                       |              |                 |          |           |                |       |        |
| Obránce        | Paolo Maldini         | 26. 6. 1968  | Itálie          | 30/3     | 3/0       | 8/0            | -     | 41/3   |
| Obránce        | Marcel Desailly       | 7. 9. 1968   | Francie · Ghana | 32/2     | 1/0       | 7/0            | -     | 40/2   |
| Obránce        | Franco Baresi         | 8. 5. 1960   | Itálie          | 30/1     | 3/0       | 7/0            | -     | 40/1   |
| Obránce        | Alessandro Costacurta | 24. 4. 1966  | Itálie          | 30/0     | 3/0       | 7/0            | -     | 40/0   |
| Obránce        | Christian Panucci     | 12. 4. 1973  | Itálie          | 29/5     | 2/0       | 7/0            | -     | 38/5   |
| Obránce        | Mauro Tassotti        | 19. 1. 1960  | Itálie          | 15/0     | 2/0       | 3/0            | -     | 20/0   |
| Obránce        | Francesco Coco        | 8. 1. 1977   | Itálie          | 05/0     | 4/1       | 1/0            | -     | 10/1   |
| Obránce        | Filippo Galli         | 19. 5. 1963  | Itálie          | 06/0     | 0/0       | 2/0            | -     | 08/0   |
| Záložníci      |                       |              |                 |          |           |                |       |        |
| Záložník       | Demetrio Albertini    | 23. 8. 1971  | Itálie          | 30/0     | 3/0       | 5/0            | -     | 38/0   |
| Záložník       | Stefano Eranio        | 29. 12. 1966 | Itálie          | 24/1     | 2/1       | 7/2            | -     | 33/4   |
| Záložník       | Roberto Donadoni      | 9. 9. 1963   | Itálie          | 23/1     | 0/0       | 6/0            | -     | 29/1   |
| Záložník       | Zvonimir Boban        | 8. 10. 1968  | Chorvatsko      | 13/3     | 2/0       | 5/3            | -     | 20/6   |
| Záložník       | Gianluigi Lentini     | 27. 3. 1969  | Itálie          | 09/1     | 4/1       | 1/0            | -     | 14/2   |
| Záložník       | Massimo Ambrosini     | 29. 5. 1977  | Itálie          | 07/0     | 4/0       | 3/0            | -     | 14/0   |
| Záložník       | Tomas Locatelli       | 9. 6. 1976   | Itálie          | 05/0     | 2/0       | 2/0            | -     | 09/0   |
| Záložník       | Gianluca Sordo        | 2. 12. 1969  | Itálie          | 05/0     | 0/0       | 0/0            | -     | 05/0   |
| Záložník       | Patrick Vieira        | 23. 6. 1976  | Francie         | 02/0     | 1/0       | 2/0            | -     | 05/0   |
| Útočníci       |                       |              |                 |          |           |                |       |        |
| Útočník        | George Weah           | 1. 10. 1966  | Libérie         | 26/11    | 3/1       | 6/3            | -     | 35/15  |
| Útočník        | Marco Simone          | 7. 1. 1969   | Itálie          | 27/8     | 3/1       | 5/2            | -     | 35/11  |
| Útočník        | Roberto Baggio        | 18. 2. 1967  | Itálie          | 28/7     | 1/0       | 5/3            | -     | 34/10  |
| Útočník        | Paolo Di Canio        | 9. 7. 1968   | Itálie          | 22/5     | 4/1       | 8/0            | -     | 34/6   |
| Útočník        | Dejan Savićević       | 15. 9. 1966  | Černá Hora      | 23/6     | 3/2       | 3/1            | -     | 29/9   |
| Útočník        | Jorge Paulo Futre     | 28. 2. 1966  | Portugalsko     | 01/0     | 0/0       | 0/0            | -     | 01/0   |
| Útočník        | Marco van Basten      | 31. 10. 1964 | Nizozemsko      | 0/0      | 0/0       | 0/0            | -     | 0/0    |
| Realizační tým |                       |              |                 |          |           |                |       |        |
| Trenér         | Fabio Capello         | 18. 6. 1946  | Itálie          | 34/0     | 4/0       | 8/0            | -     | 46/0   |
| As. trenéra    | Italo Galbiati        | 8. 8. 1937   | Itálie          | 34/0     | 4/0       | 8/0            | -     | 46/0   |

- poznámka: brankáři mají góly obdržené!!!